# Hamazasp II d'Ibèria
Hamazasp II (o Amazap II) d'Ibèria, també anomenat Amazasp II (en georgià: ამაზასპ II; mort l'any 186/189), fou el divuitè sobirà del Regne d'Ibèria, segons les fonts del 182/185 al 186/189. Rei, els orígens del qual són discutits, durant el seu regnat va haver d'afrontar els invasors alans tot alineant-se a favor de Pàrtia, abandonant així la política pro-romana dels seus predecessors. Aquest canvi de política va causar el seu enderrocament per les forces opositores i pro-romanes d'Ibèria després de quatre anys de regne. Amazasp II fou l'últim rei d'Ibèria de la dinastia artàxida.

## Biografia

### Orígens i pujada al tron
La versió de Léonti Mroveli sobre els orígens d'Amazap II és la més comunament admesa per la comunitat historiogràfica. Segons aquest bisbe del segle xi, el futur rei és el fill de Pharsman III, que regnava sobre el regne d'Ibèria des del 135. Diversos kartvelòlegs, com Cyril Toumanoff i Marie-Félicité Brosset segueixen aquesta teoria, però altres no hi estan d'acord. Així, Guiorgui Melikichvili menciona un rei (del qual el nom és desconegut) entre Pharsman III i Amazap II, que podria ser el pare d'aquest darrer. A més, l'estela funerària descoberta en els anys 1940 als voltants de Mtskheta, la bilingüe d'Armaz (segle ii), indica: «Jo soc Serapita, filla de Zevakh el jove, pitiakhx del rei Pharsman, i esposa del victoriós Iodmanagan, vencedor de moltes conquestes, “mestre de la cort” de Khseparnoug, el gran rei dels ibers i fill d'Agripa, mestre de la cort del rei Pharsman […] » 

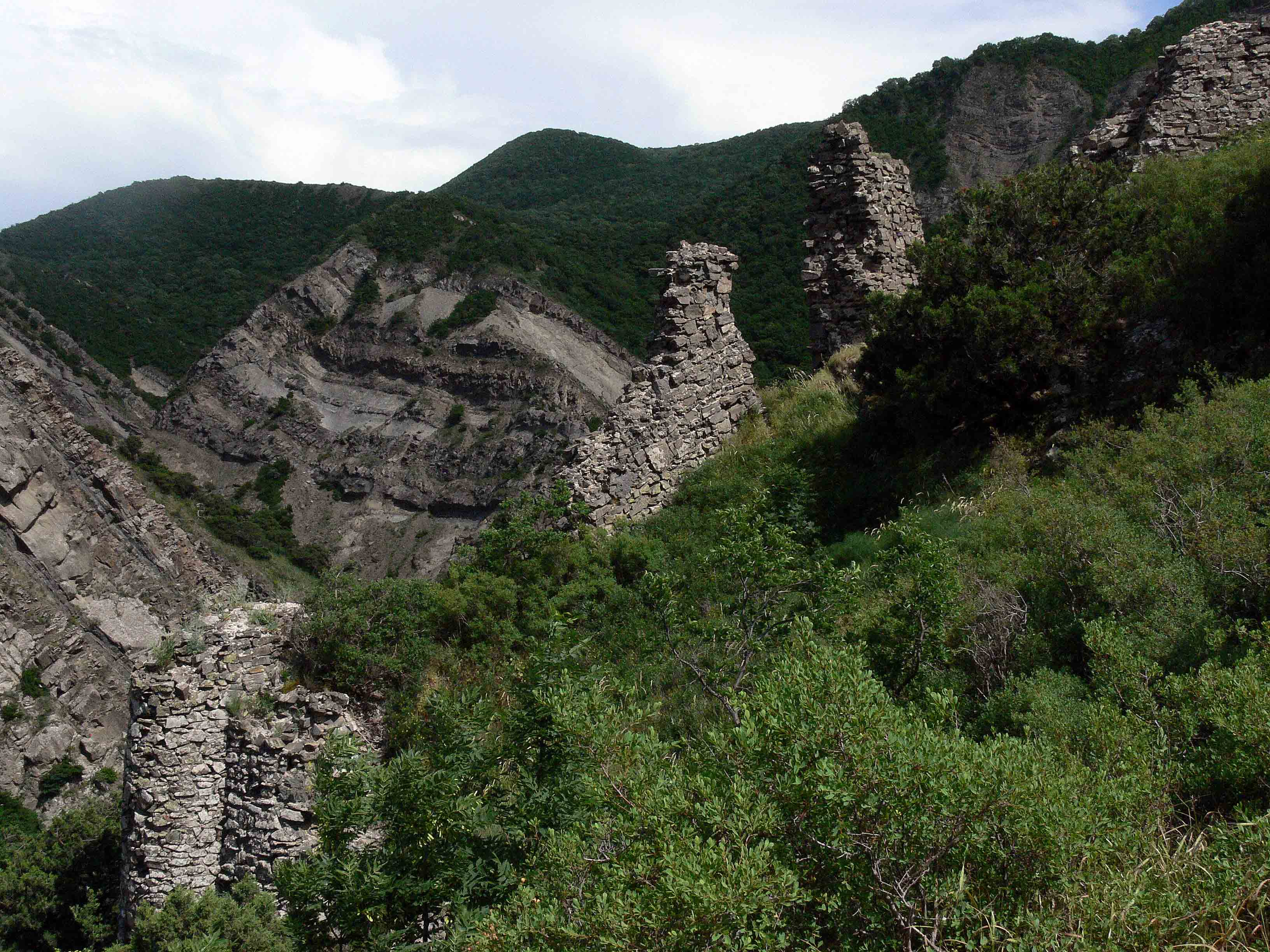
Ruïnes del palau reial d'Armazi

Nodar Assatiani identifica aquest Pharsman amb el rei Pharasman II. (116-132/142). Però els seus successors, segons la bilingüe, no serien pas els mateixos que cita Mroveli: Khseparnoug o Xēpharnugos (potser identificable a Pharasman II segons Stephen H. Rapp) és l'equivalent del Radamist de les Cròniques georgianes i Iodmanagan seria Pharasman III, el fill i successor de Radamist.
Cyrille Toumanoff identifica Amazap com a descendent, pel seu pare Pharsman III, d'un llarg llinatge de reis pertanyent a una branca de la dinastia artàxida d'Armènia. Per la seva banda, Mroveli, seguit per Brosset, el considera un arsàcida i descendent dels antics grans reis de Pàrtia. Finalment, l'estela d'Armaz dona per pare d'Iodmanagan un tal Publius Agrippa, que podria ser, segons el seu nom, un romà o de manera versemblant un iber romanitzat.
La data mateixa de la pujada al tron iber d'Amazap II és subjecte a qüestió. L'antiga tradició de Marie-Félicité Brosset, represa per Guiorgui Melikichvili, dona l'any 182. Toumanoff avança aquesta data tres anys (185), mentre que William E. D. Allen menciona l'any 164, però els tres coincideixen sobre el fet que va succeir al seu pare, Pharsman III.

### Guerra contra els alans
Poc després del començament del seu regnat, els alans (anomenats ossets per la Crònica) s'apoderaren de la regió de Dvaleti (Dvalètia), abans de franquejar les muntanyes del Gran Caucas per establir-se a la vall del Liakhvi. Amazap II no va saber de la presència dels caucàsics en el seu regne fins força tard i aprofita la curta parada dels alans a la vall per reunir un exèrcit. Tanmateix, sols els seus governadors de Kakhètia, del Khounan i de Samchvilde accepten de confiar les seves tropes al spaspet (governador militar de Kartli). Els ossets van reprendre el seu camí cap a Mtskheta, la capital d'Ibèria, després d'una setmana de repòs, i troben els exèrcits ibers, formats per 30 000 soldats i 10 000 cavallers, a Sapourtzle, al Mukran. Amazap va combatre al mig de les seves tropes amb un coratge atestat per Léonti Mroveli: " Una vegada el combat dels braus havia començat, Amazasp, l'arc a la mà, es va posar a disparar fletxes amb un ardor igual a la força del seu braç. Dirigia els seus cops a una distància prodigiosa al mig dels ossets, la distància impedia de pensar i de veure que tenia un arc. Cap armadura, per forta que fos, resistia a les seves fletxes»
La batalla de Sapourtzle es va saldar amb una victòria dels ibers i per importants pèrdues alanes (entre les quals «quinze gegants», morts per Amazap en persona). El rei i les seves tropes tornaren llavors a Mtskheta on, durant la nit, reberen reforços dels seus eristavis. Més tard (l'endemà segons Mroveli), els georgians i els ossets s'afrontaren una altra vegada en un combat no lluny de la capital, durant el qual el general osset Khouankhoua fou mort pel rei en un combat singular.
L'endemà, gràcies a nous reforços de cavalleria, Amazap II arriba a vèncer definitivament l'exèrcit dels alans matant el seu rei. Els invasors es van refugiar més enllà del Gran Caucas però Amazap els va perseguir durant un any abans de vèncer-los i d'annexar l'Alània.

### Enderrocament
A continuació d'aquestes victòries, Amazap II va esdevenir odiós i es va comportar com un tirà, fent matar diversos nobles hostils al seu poder. Trencant l'aliança que els seus predecessors havien fet amb Armènia i l'Imperi Romà, es va girar cap a Pàrtia, el que va disgustar l'alta noblesa del país. Els eristavis (governadors) de les províncies occidentals d'Ibèria (els dos governadors de Còlquida i els d'Odzrkhe, de Klardjètia i de Tsunda) s'amotinaren contra el seu rei i es van aliar a Vologès II d'Armènia, a l'Imperi Romà i als alans desitjosos de venjança.
Una important invasió d'Ibèria es va desenvolupar llavors. D'un costat, les tropes armènies, reforçades per auxiliars romans, intervingueren pel sud. Al nord, els alans s'uniren amb els mingrelians i es posaren en marxa cap a Mtskheta des de Tavcveri. Amazap va apel·lar al gran rei dels parts Vologès IV que li va enviar tropes de reforç. Els armenis, els alans-mingrelians i els georgians amotinats es van trobar a la vall del Pinezaouri, a Goutis-Khevi. Amazap II va enfrontar aquestes tropes i els va lliurar batalla. La tradició diu que el rei va combatre amb molt coratge però el seu exèrcit fou finalment vençut i Amazap II va resultar mort.
Marie-Félicité Brosset posa aquest esdeveniment l'any 186. Cyrille Toumanoff cita l'any 189 i William E. D. Allen parla del final del seu regnat el 182. Després d'aquesta derrota, la dinastia dels Artàxides d'Ibèria fou deposada i el rei d'Armènia va posar al tron, «a petició dels nobles ibers», el seu propi fill (que era també el fill de la germana del difunt rei d'Ibèria), Rev.

### Família
Léonti Mroveli no concedeix a Amazap II cap descendència. Tanmateix, Cyril Toumanoff i més recentment, el genealogista Christian Settipani han emés la hipòtesi que el rei fou l'ancestre reial o suposat del seu homònim Amazap III d'Ibèria. Aquest últm, cap al 265, fou un pretenent al tron enfront de Mitridates II, i un vassal de Sapor I I. Apareix inclòs en la llista dels reis vassalls en tant que « criatura de Shapur », en la gran inscripció de Naqsh-e Rostam.
A més, un descobriment epigràfic del segle II evoca una certa reina Drakontis, filla del rei Vologès d'Armènia que s'hauria casat amb el rei d'Ibèria Amazaspos.